# Red Bull Music Academy
Red Bull Music Academy (RBMA) è un festival musicale organizzato e sponsorizzato dall'azienda austriaca Red Bull. Il Red Bull Music Academy si svolge ogni anno in una città diversa e comprende, oltre a una serie di concerti e DJ set, rassegne artistiche, conferenze ed eventi correlati.

## Storia
La prima edizione di Red Bull Music Academy venne tenuta nel 1998 a Berlino. Ad essa seguirono altre rassegne a Toronto, Londra, San Paolo, Seattle, Città del Capo, Roma, Londra, Melbourne, New York, Madrid, Barcellona, Tokyo, Parigi, Montréal e Dublino. Le prime edizioni del RBMA si focalizzavano maggiormente sulla musica elettronica e la cultura dei club ma, successivamente, lo spettro dei generi musicali a cui era dedicato l'evento si ampliò fino a comprenderli tutti. Fra i molti artisti che hanno partecipato al RBMA vi sono Q-Tip, Flying Lotus, Nina Kraviz, Jackmaster, Moodymann e gli artisti della PC Music.